# فهرست انتشارهای اوبونتو
انتشارهای اوبونتو توسط کنونیکال ال‌تی‌دی دو بار در سال ساخته می‌شوند، توسعه‌دهندگان سیستم‌عامل اوبونتو، از ماه و سال انتشار به عنوان یک شماره نگارش استفاده می‌کنند. نخستین انتشار اوبونتو، برای نمونه، اوبونتو ۴٫۱۰ بود و در ۲۰ اوت ۲۰۰۴ منتشر شد. در نتیجه، شماره‌های نگارش برای نگارش‌های آینده مشروط هستند به اینکه اگر آن انتشار تا یک ماه متفاوت (حتی یک سال) که برنامه‌ریزی شده به تأخیر بیافتد، شماره نگارش بر این اساس تغییر می‌کند.
انتشارهای اوبونتو حدوداً برای یک ماه بعد از انتشارهای گنوم برنامه‌ریزی می‌شوند، که به نوبهٔ خود حدوداً یک ماه بعد از انتشارهای سرور اکس.ارگ هستند، در نتیجه در هر انتشار اوبونتو یک نگارش تازه از گنوم و اکس وجود دارد.
هر چهار انتشار، در سه‌ماهه دوم از سال‌های زوج، به عنوان یک انتشار پشتیبانی دراز مدت برگزیده می‌شود، که از آن‌ها برای ۵ سال پشتیبانی می‌شود و به همین مدت بروزرسانی‌ها را دریافت می‌کند، همچنین همراه پشتیبانی فنی غیر رایگان از سوی کنونیکال ال‌تی‌دی. هرچند نگارش رومیزی انتشارهای پشتیبانی دراز مدت پیش از انتشار ۱۲٫۰۴ فقط برای سه سال پشتیبانی می‌شدند. انتشارهای ۶٫۰۶، ۸٫۰۴، ۱۰٫۰۴، ۱۲٫۰۴ و ۱۴٫۰۴و۱۶٫۰۶و ۱۸٫۰۴ انتشارهایی با پشتیبانی دراز مدت هستند. انتشارهای بدون پشتیبانی دراز مدت پیش از انتشار ۱۳٫۰۴ به‌طور معمول به مدت ۱۸ ماه پشتیبانی می‌شدند، و همیشه دست کم تا تاریخ انتشار بعدی با پشتیبانی دراز مدت پشتیبانی می‌شدند. این جریان تغییر کرد، برای انتشار ۱۳٫۰۴ و انتشارهای بدون پشتیبانی دراز مدت بعدی، مدت پشتیبانی به نصف یعنی ۹ ماه کاهش یافت.

## قرارداد نامگذاری
به انتشارهای اوبونتو یک اسم رمز، با قانون یک صفت و یک حیوان با حرف نخست همان صفت (مانند اردک زرنگ) تعلق می‌گیرد. با این استثنا که نخستین دو انتشار، اسم‌های رمز به ترتیب حروف الفبا هستند، که تشخیص سریع نگارش تازه‌تر را ممکن می‌کند. اسم‌ها گاه و بیگاه گونه‌ای انتخاب می‌شوند که ظاهر حیوان یا عاداتش نشان‌دهنده چند قابلیت تازه باشد (مانند، «برگ مورد علاقهٔ کوالا اوکالیپتوس است»). برای انتشارهای اوبونتو اغلب اشاره می‌شود فقط از بخش صفتِ اسم رمز استفاده شود (مانند چابک).

## تاریخچه انتشار

### اوبونتو ۴٫۱۰ (خوک زگیل‌دار)

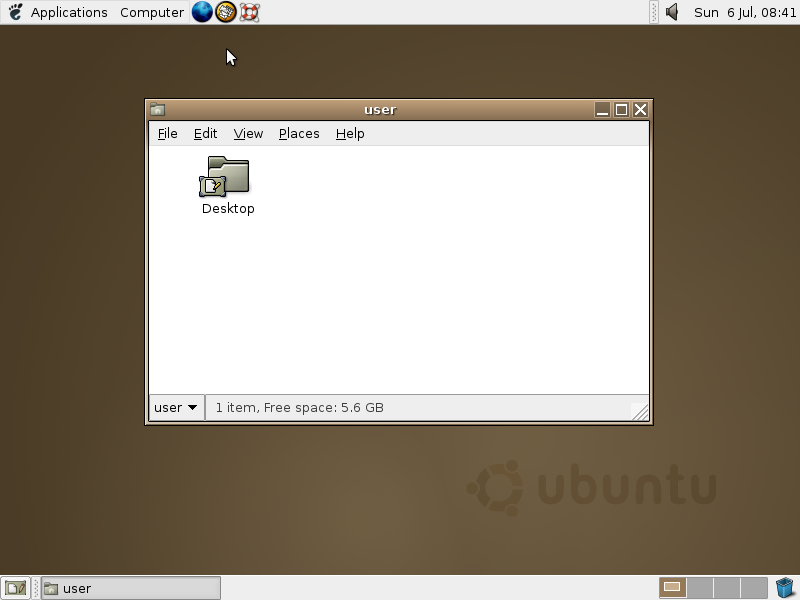
اوبونتو ۴٫۱۰ (خوک زگیل‌دار)

اوبونتو ۴٫۱۰ (خوک زگیل‌دار)، به عنوان نخستین انتشار اوبونتو از سوی کنونیکال در ۲۰ اوت ۲۰۰۴ منتشر شد. اوبونتو با طرح‌هایی برای هر شش ماه یک انتشار تازه و هجده ماه پشتیبانی بعد از آن، بر پایه دبیان ساخته شد. پشتیبانی اوبونتو ۴٫۱۰ در ۳۰ آوریل ۲۰۰۶ به پایان رسید. اوبونتو ۴٫۱۰ به عنوان یک دریافت رایگان از طریق سرویس شیپ‌اِت کنونیکال معرفی شد، و همچنین برای کاربران به رایگان در قالب سی‌دی فرستاده شد.

### اوبونتو ۵٫۰۴ (جوجه‌تیغی سفید)

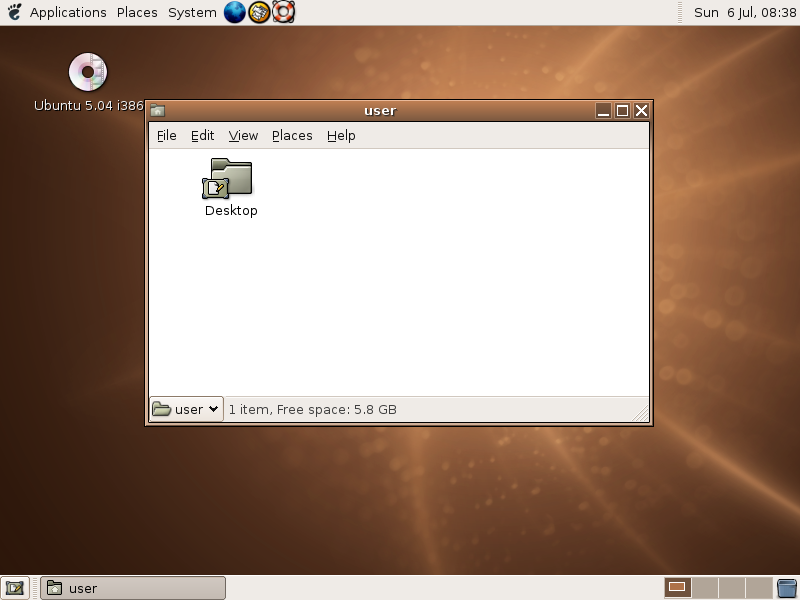
اوبونتو ۵٫۰۴ (جوجه‌تیغی سفید)

اوبونتو ۵٫۰۴ (جوجه‌تیغی سفید)، به عنوان دومین انتشار اوبونتو از سوی کنونیکال در ۸ آوریل ۲۰۰۵ منتشر شد. پشتیبانی اوبونتو ۵٫۰۴ در ۳۱ اوت ۲۰۰۶ به پایان رسید. به اوبونتو ۵٫۰۴ قابلیت‌های زیادی اضافه شده بود ازجمله بروزکننده نرم‌افزار، آگاه‌ساز بروزرسانی، readahead و grepmap، پشتیبانی از حالت تعلیق، خواب زمستانی و آماده به کار، مقیاس‌گذاری فرکانس پویا برای پردازنده‌ها، پایگاه‌داده سخت‌افزاری اوبونتو، نصب کیک‌استارت، و تصدیق ابزار بسته‌بندی پیشرفته. اوبونتو ۵٫۰۴ اجازه نصب از دستگاه‌های یواس‌بی را می‌داد. در اوبونتو ۵٫۰۴ به‌طور پیش‌فرض از یوتی‌اف-۸ استفاده شد.

### اوبونتو ۵٫۱۰ (گورکن شادی‌بخش)

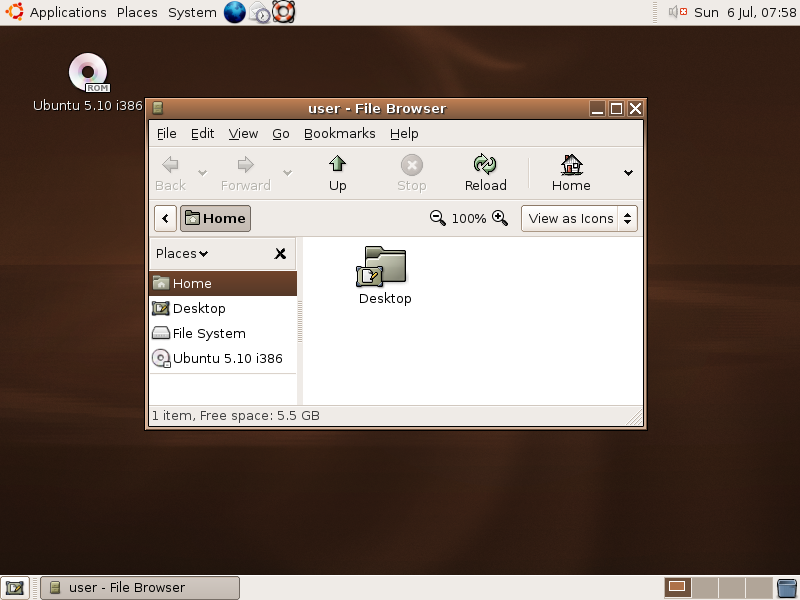
اوبونتو ۵٫۱۰ (گورکن شادی‌بخش)

اوبونتو ۵٫۱۰ (گورکن شادی‌بخش)، سومین انتشار اوبونتو از سوی کنونیکال بود که در ۱۲ اوت ۲۰۰۵ منتشر شد. پشتیبانی اوبونتو ۵٫۱۰ در ۱۳ آوریل ۲۰۰۷ به پایان رسید. به اوبونتو ۵٫۱۰ چند قابلیت تازه افزوده شد ازجمله یک راه‌انداز گرافیکی (Usplash)، یک ابزار افزودن/حذف کردن نرم‌افزارها، یک ویراستار منو (Alacarte)، یک گزینشگر آسانِ زبان، پشتیبانی از مدیریت حجم منطقی، پشتیبانی کامل از چاپگر اچ‌پی، پشتیبانی از نصاب تولیدکننده تجهیزات اصلی، یک نشان تازه اوبونتو در بالا سمت چپ، و یکپارچه‌سازی لانچ‌پد جهت گزارش اشکال و توسعهٔ نرم‌افزار.

### اوبونتو ۶٫۰۶ ال‌تی‌اس (اردک زرنگ)

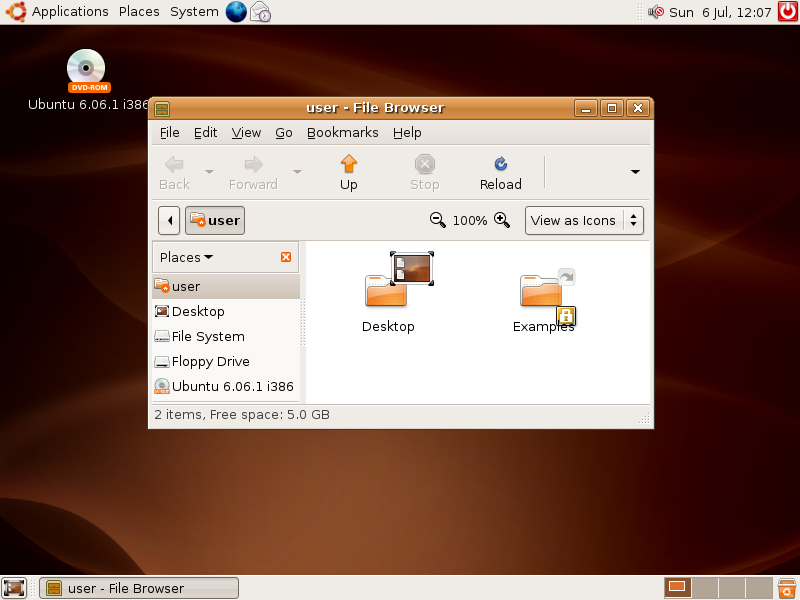
اوبونتو ۶٫۰۶ (اردک زرنگ)

اوبونتو ۶٫۰۶ ال‌تی‌اس (اردک زرنگ)، به عنوان چهارمین انتشار اوبونتو و نخستین انتشار پشتیبانی دراز مدت (اِل‌تی‌اِس) از سوی کنونیکال در ۱ ژوئن ۲۰۰۶ منتشر شد. توسعه این نگارش در آوریل ۲۰۰۶ کامل نشد و مارک شاتل‌ورث تاریخ انتشار به ژوئن را تأیید کرد، به همین خاطر ۶٫۰۶ در نظر گرفته شد.
پشتیبانی اوبونتو ۶٫۰۶ در ۱۴ ژوئیه ۲۰۰۹ برای ویرایش رومیزی و ژوئن ۲۰۱۱ برای ویرایش سرور به پایان رسید. به اوبونتو ۶٫۰۶ چند قابلیت تازه افزوده شد ازجمله ادغام لوح فشرده زنده و لوح فشرده نصب در یک لوح فشرده، یک نصاب گرافیکی در لوح فشرده زنده (یوبیکوئتی)، آس‌پلش در خاموش شدن و راه‌اندازی، یک مدیر شبکه برای تعویض آسان از اتصالات شبکه‌های سیمی و بدون سیم، ظاهر پیاده‌سازی‌شده توسط دستورالعمل‌های تانگو مبتنی بر کلیرلوکس و رنگ نارنجی جای قهوه‌ای، و نصاب گرافیکی جی‌دِبی برای فایل‌های بسته. در اوبونتو ۶٫۰۶ ابزاری برای نصب از طریق دستگاه یواس‌بی گنجانده نشده بود، اما برای نخستین بار اجازه نصب مستقیم بر روی دستگاه‌های یواس‌بی جداشدنی را می‌داد.

### اوبونتو ۶٫۱۰ (سوسمار آبی عصبی)

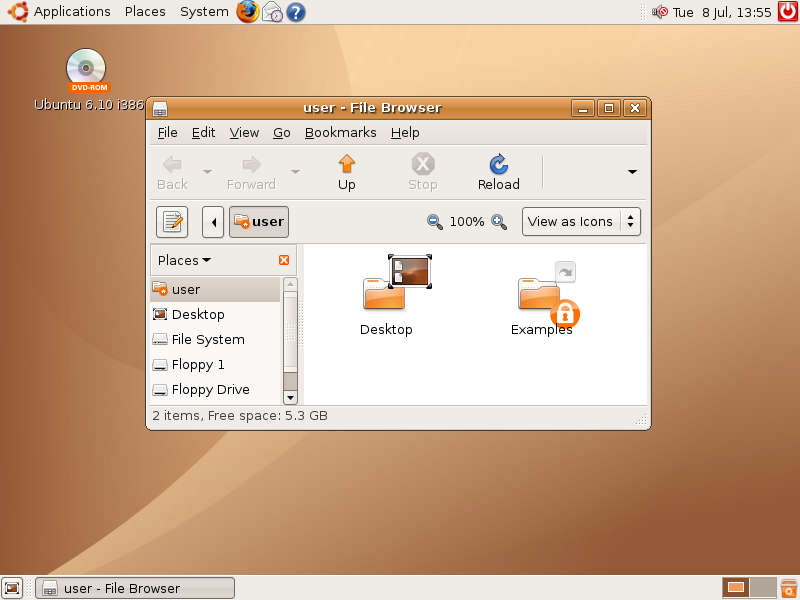
اوبونتو ۶٫۱۰ (سوسمار آبی عصبی)

اوبونتو ۶٫۱۰ (سوسمار آبی عصبی)، به عنوان پنجمین انتشار اوبونتو از سوی کنونیکال در ۲۶ اوت ۲۰۰۶ منتشر شد. پشتیبانی اوبونتو ۶٫۱۰ در ۲۵ آوریل ۲۰۰۸ به پایان رسید. به اوبونتو ۶٫۱۰ چند قابلیت تازه افزوده شد ازجمله یک ظاهر به شدت اصلاح‌شده، سرویس اینیت آپ‌استارت، گزارش خرابی خودکارشده (Apport)، نرم‌افزار یادداشت برداری تام‌بوی، و مدیر تصویر اف-اسپات. ایزی‌بونتو، برنامه شخص ثالثی که جهت راحتی کار با اوبونتو طراحی شده‌است، در اوبونتو ۶٫۱۰ به عنوان یک فرابسته گنجانده شد.

### اوبونتو ۷٫۰۴ (آهوی چابک)

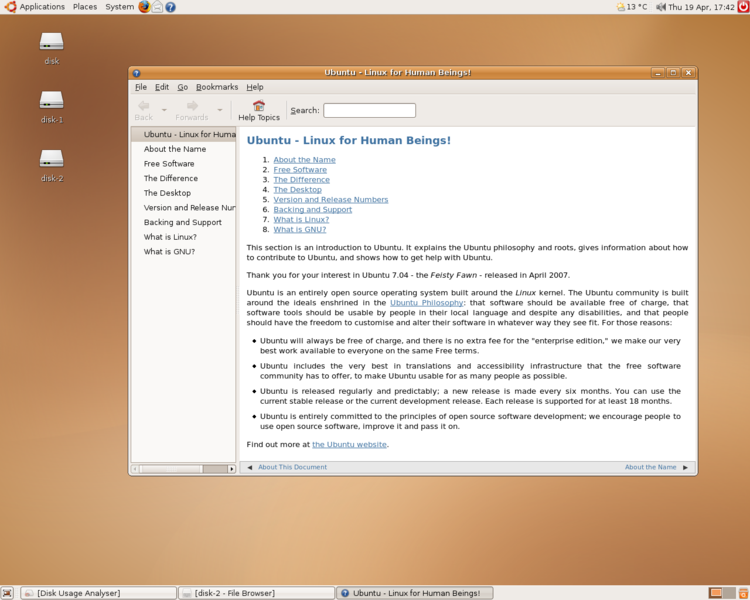
اوبونتو ۷٫۰۴ (آهوی چابک)

اوبونتو ۷٫۰۴ (آهوی چابک)، به عنوان ششمین انتشار اوبونتو از سوی کنونیکال در ۱۹ آوریل ۲۰۰۷ منتشر شد. پشتیبانی اوبونتو ۷٫۰۴ در ۱۹ اوت ۲۰۰۸ به پایان رسید. به اوبونتو ۷٫۰۴ چند قابلیت تازه افزوده شد ازجمله دستیار مهاجرتی که به کاربران سابق مایکروسافت ویندوز در مهاجرت به اوبونتو کمک می‌کند، ماشین مجازی مبتنی بر هسته لینوکس، نصب کدک کمک‌کننده و درایورهای محدودشده ازجمله ادوبی فلش، جاوا و پشتیبانی از ام‌پی‌تری، نصب آسان‌تر درایورهای انویدیا و ای‌تی‌آی، جلوه‌های ویژه رومیزی کامپیز، پشتیبانی از دسترسی حفاظت‌شده وای-فای، بازی‌های سودوکو و شطرنج، تحلیل‌کنندهٔ نحوه استفاده از دیسک (بائوباب)، مرکز کنترل گنوم، و پشتیبانی از زیروکانف برای بسیاری از دستگاه‌ها. اوبونتو ۷٫۰۴ به پشتیبانی از معماری پاورپی‌سی ادامه نداد.

### اوبونتو ۷٫۱۰ (گیبونشجاع)

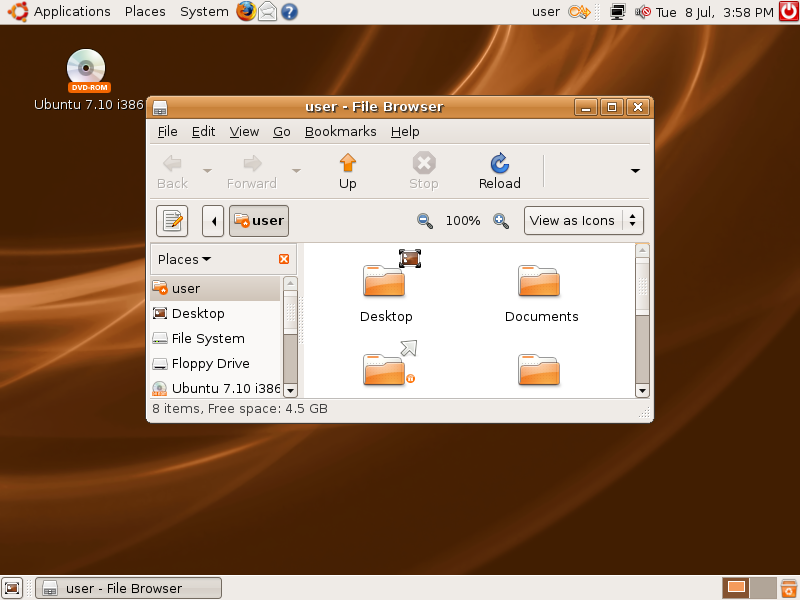
اوبونتو ۷٫۱۰ (گیبون درازدست شجاع)

اوبونتو ۷٫۱۰ (گیبون درازدست شجاع)، به عنوان هفتمین انتشار اوبونتو از سوی کنونیکال در ۱۸ اوت ۲۰۰۷ منتشر شد. پشتیبانی اوبونتو ۷٫۱۰ در ۱۸ آوریل ۲۰۰۹ به پایان رسید. به اوبونتو ۷٫۱۰ چند قابلیت تازه افزوده شد ازجمله چارچوب امنیتی اپ‌آرمور، جویشگر رومیزی سریع، یک مدیر افزونه فایرفاکس (اوبوفاکس)، یک ابزار تنظیم گرافیکی برای اکس. ارگ، پشتیبانی کامل از ان‌تی‌اف‌اس (خواندن/نوشتن) از طریق ان‌تی‌اف‌اس-۳جی، و یک سیستم چاپ اصلاح‌شده همراه چاپ پیش‌فرض پی‌دی‌اف. کامپیز فیوژن در اوبونتو ۷٫۱۰ به‌طور پیش‌فرض فعال گشت و تعویض کاربر سریع افزوده شد.

### اوبونتو ۸٫۰۴ ال‌تی‌اس (حواصیلجسور)

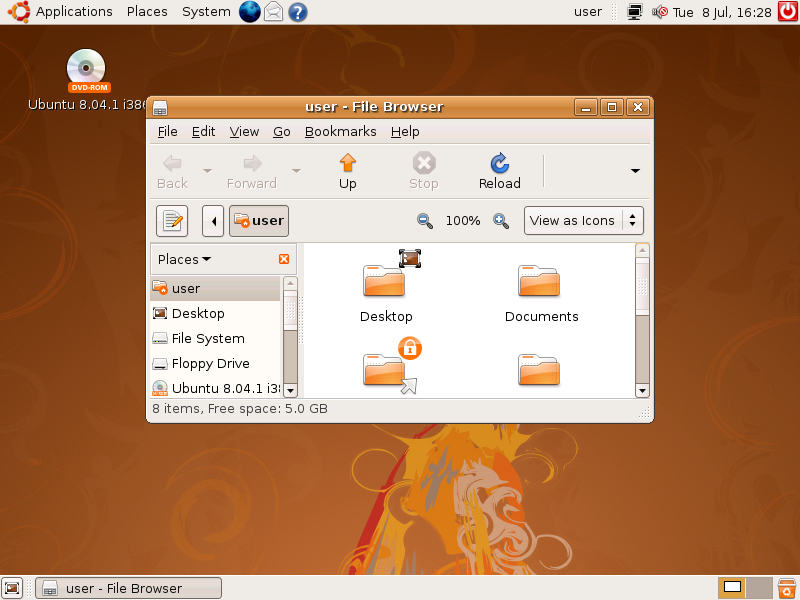
اوبونتو ۸٫۰۴ (حواصیل جسور)

اوبونتو ۸٫۰۴ (حواصیل جسور)، به عنوان هشتمین انتشار اوبونتو و دومین انتشار پشتیبانی دراز مدت (اِل‌تی‌اِس) از سوی کنونیکال در ۲۴ آوریل ۲۰۰۸ منتشر شد. پشتیبانی اوبونتو ۸٫۰۴ در ۱۲ مه ۲۰۱۱ برای ویرایش رومیزی و آوریل ۲۰۱۳ برای ویرایش سرور به پایان رسید. به ابونتو ۸٫۰۴ چند قابلیت تازه افزوده شد ازجمله جستجوی رومیزی یکپارچه متاترکر، سوزاننده دیسک براسرو، برنامه اشتراک پرونده به شکل همتا به همتا از طریق پروتکل بیت‌تورنت ترنسمیشن، کارخواه رایانه مجازی تحت شبکه ویناگر، صدای سامانه از طریق پالس‌آئودیو، تأیید هویت اکتیو دایرکتوری، و ورود به وسیلهٔ لایک‌وایس اوپن. علاوه بر این‌ها اوبونتو ۸٫۰۴ شامل بروزرسانی‌هایی برای تطابق تنگو، بهبود کاربردپذیری کامپیزهای مختلف، گرفتن خودکار و آزاد کردن نشانه‌گر موشواره هنگامی که روی ماشین مجازی وی‌ام‌ویر اجرا می‌شود، و یک روش آسان‌تر برای حذف اوبونتو می‌شد. اوبونتو ۸٫۰۴ نخستین انتشار اوبونتو بود که نصاب ووبی روی سی‌دی زنده آن گنجانده شد که نصب اوبونتو به عنوان یک پرونده واحد روی یک دیسک سخت ویندوز را بدون احتیاج به پارتیشن‌بندی مجدد ممکن می‌ساخت. نخستین نگارش ویرایش نت‌بوک اوبونتو هم معرفی شد. پشتیبانی از اوبونتو حواصیل جسور رسماً در ۹ مه ۲۰۱۳ به پایان رسید.

### اوبونتو ۸٫۱۰ (بز بی‌باک)

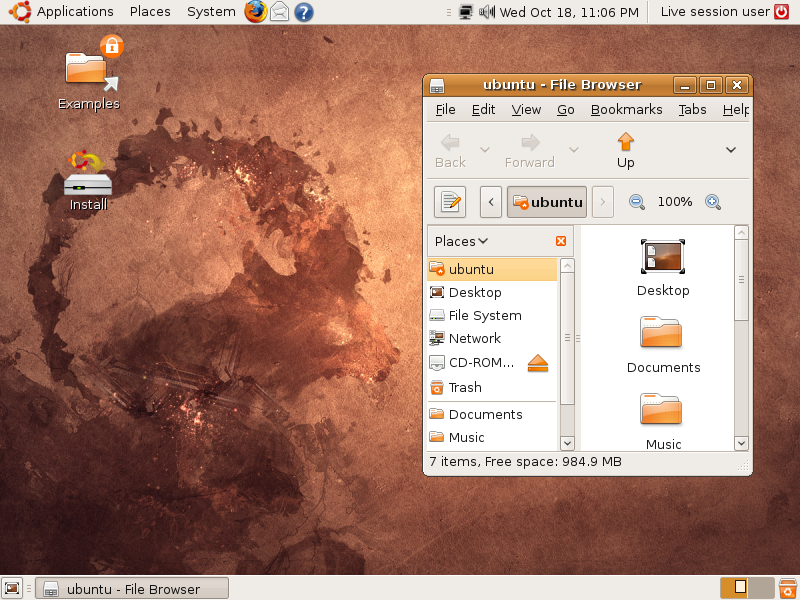
اوبونتو ۸٫۱۰ (بز کوهی بی‌باک). دیواربرگ پیش‌فرض یک کل‌وبز را با شاخ منحنی بزرگش به تصویر می‌کشد.

اوبونتو ۸٫۱۰ (بز کوهی بی‌باک)، به عنوان نهمین انتشار اوبونتو از سوی کنونیکال در ۳۰ اوت ۲۰۰۸ منتشر شد. پشتیبانی از اوبونتو ۸٫۱۰ در ۳۰ آوریل ۲۰۱۰ به پایان رسید. به اوبونتو ۸٫۱۰ چند قابلیت تازه افزوده شد ازجمله بهبود در Mobile computing و مقیاس‌پذیری دسکتاپ، افزایش انعطاف‌پذیری در اتصال به اینترنت، خالق زنده یواس‌بی و حساب کاربری مهمان، که به دیگران این امکان را می‌داد از یک رایانه با محدودیت‌های بسیار (مانند دسترسی به اینترنت، استفاده از نرم‌افزار و بررسی رایانامه) استفاده کنند. حساب کاربری مهمان پوشه اصلی خودش را داشت و هر کاری که روی آن انجام می‌شد به‌طور دائم روی دیسک سخت رایانه ذخیره می‌شد. به بز کوهی بی‌باک همچنین یک دایرکتوری خصوصی رمزنگاری‌شده برای کاربران، پشتیبانی پودمان هسته لینوکس پویا، ابزاری که درایورهای هسته لینوکس را قادر می‌ساخت هنگامی که هسته لینوکس تازه‌ای منتشر می‌شد به صورت خودکار بازسازی شوند، و پشتیبانی از تصاویر ایزو یواس‌بی فلش درایو اضافه شد.

### اوبونتو ۱۴٫۰۴ ال‌تی‌اس (بز کوهی معتمد)

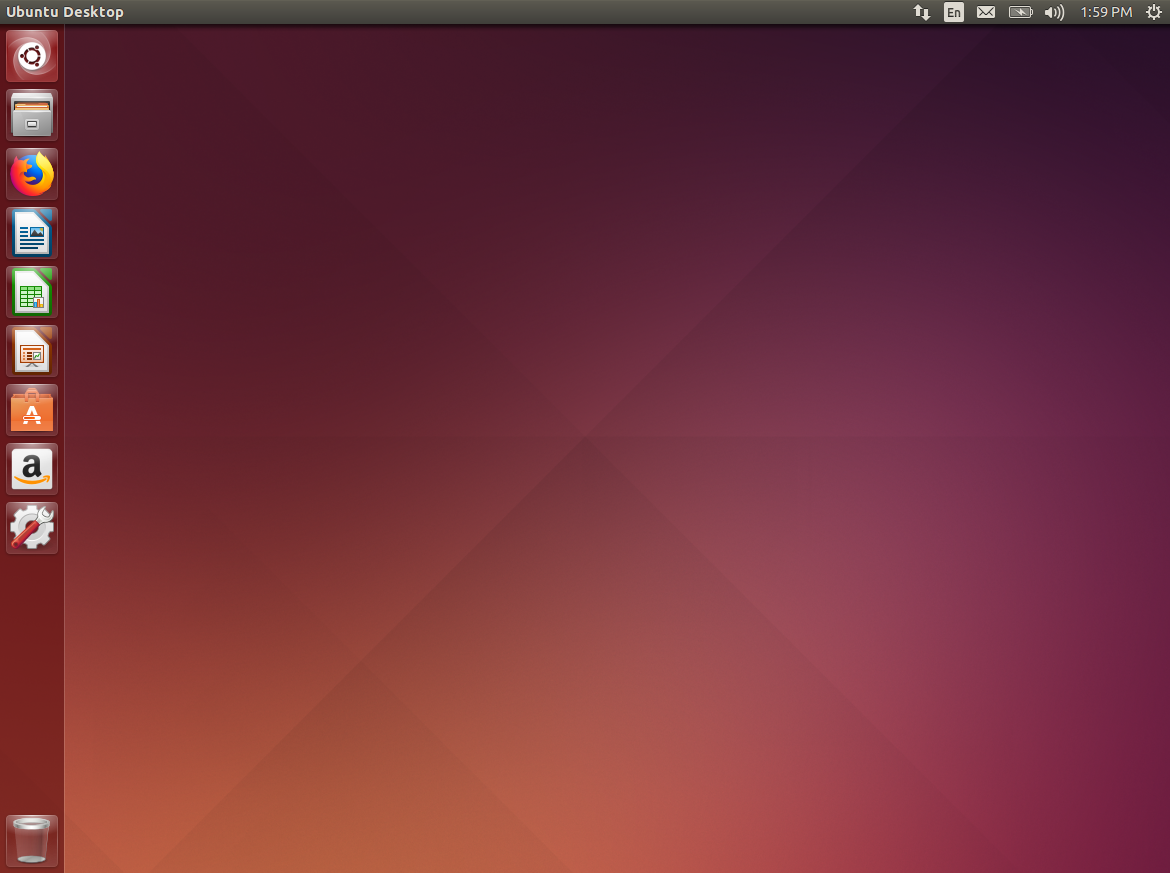
اوبونتو ۱۴٫۰۴ (بز کوهی معتمد)

مارک شاتل‌ورث در ۳۱ اوت ۲۰۱۱ خبر داد از اوبونتو ۱۴٫۰۴، اوبونتو از تلفن‌های هوشمند، تبلت‌ها، تلویزیون‌ها و صفحه‌های نمایش هوشمند پشتیبانی خواهد کرد.
در ۱۸ اوت ۲۰۱۳، خبر داده شد که اوبونتو ۱۴٫۰۴ «بز کوهی معتمد» نامیده می‌شود.
این نگارش در ۱۷ آوریل ۲۰۱۴ منتشر شد، و بیستمین انتشار اوبونتو است. شاتل‌ورث اشاره کرد که تمرکز در این چرخه توسعه انتشاری خواهد شد که با «کارایی، پالایش، نگهداشت پذیری، بدهی فنی» توصیف می‌شود و توسعه‌دهندگان را برای «انتخاب‌های محافظه‌کار» تشویق کرد. بدهی فنی به گرفتن و پالودن کار پشتیبانی برای تغییرات پیش اشاره دارد. چرخه توسعه برای این انتشار روی رابط تبلت، به ویژه برای تبلت‌های نکسوس ۷ و نکسوس ۱۰ متمرکز شده‌است. چند تغییر در نگارش رومیزی اوبونتو ۱۴٫۰۴ وجود خواهد داشت که از رابط یونیتی ۷ کامل موجود استفاده می‌کند. اوبونتو ۱۴٫۰۴ قابلیت غیرفعال کردن منوی سراسری سامانه و استفاده از منوهای یکپارچه محلی جای منوها برای نرم‌افزارهای منحصر به فرد را دارا می‌باشد. دیگر قابلیت‌ها نگهداری از سرور اکس.ارگ و نه میر یا اکس‌میر، یک پیش‌نمایش از یونیتی ۸ برای توسعه‌دهندگان، نرم‌افزارهای تازه تلفن همراه، بازطراحی ابزار خالق اوبونتو زنده یواس‌بی، یک نگارش چنگال از نرم‌افزارهای هسته گنوم، که مرکز کنترل یونیتی نامیده می‌شود و پشتیبانی پیش‌فرض از اس‌اس‌دی تر و تمیز هستند. گنوم ۳٫۱۰ به صورت پیش‌فرض نصب است.
اوبونتو ۱۴٫۰۴ نخستین نگارش است که علاوه بر آرم نگارش ۷ از آرم۶۴ (آرم۶۴ نگارش ۸-ای) پشتیبانی می‌کند. این نگارش رسماً پشتیبانی از معماری پاور را آغاز کرد.
جوی اسندون از OMG Ubuntu اشاره کرد که انتشارهای اخیر اوبونتو کم و کمتر مورد پوشش مطبوعات اصلی قرار گرفته‌اند و اوبونتو ۱۴٫۰۴ را اینگونه نامید، یک «محصول ایجاد شده‌ای است که روی هم رفته محصولی تخصصی و سودآور است.»
در بررسی اوبونتو ۱۴٫۰۴ ال‌تی‌اس در آوریل ۲۰۱۴ جیم لینچ اینگونه نتیجه‌گیری کرد: «اوبونتو ۱۴٫۰۴ بنظر می‌آید همه‌اش در مورد پالایش نگارش رومیزی اوبونتو باشد. با اینکه قابلیت‌های شگفت‌انگیز زیادی در این انتشار وجود ندارد، تعدادی تغییر بسیار مفید و ضروری دارد که به تجربه بهتر رومیزی کمک می‌کند. طراحان کنونیکال بنظر می‌رسد دوباره به کاربران اوبونتو گوش می‌دهند، و بنظر می‌آید مایل هستند تغییرات لازم را ایجاد کنند و آنچه که کاربران نیاز دارند به آنها بدهند. احتمالاً این مهمترین چیز در مورد اوبونتو ۱۴٫۰۴ باشد؛ که نشانه‌ای از دگرگونی در نگرش کنونیکال نسبت به کاربران اوبونتو است.»
جک والین که برای تک‌ریپوبلیک می‌نویسد اوبونتو ۱۴٫۰۴ ال‌تی‌اس را اینگونه می‌نامد، «توزیع زیبایی است که می‌توانید بیابید. تمیزتر است، بهتر کار می‌کند، و در همه جا بهبود یافته‌است. تعدادی کاربر ممکن است بگویند این خسته‌کننده‌ترین انتشاری است که کنونیکال در چند سال اخیر منتشر کرده‌است، اما من باور دارم که این انتشار یکی از بهترین‌ها است.»
تری رلف-نایت از زدنت گفت، «اگرچه در اوبونتو ۱۴٫۰۴ قابلیت تازه‌ای که 'باید داشته باشد' ندارد، بهتر است به آن بروزرسانی کند تا فقط آخرین انتشار ال‌تی‌اس را همراه هسته اخیر و نرم‌افزارهای پیش‌فرض دریافت کنید.»

### اوبونتو ۱۴٫۱۰ (تک‌شاخآرمانی)

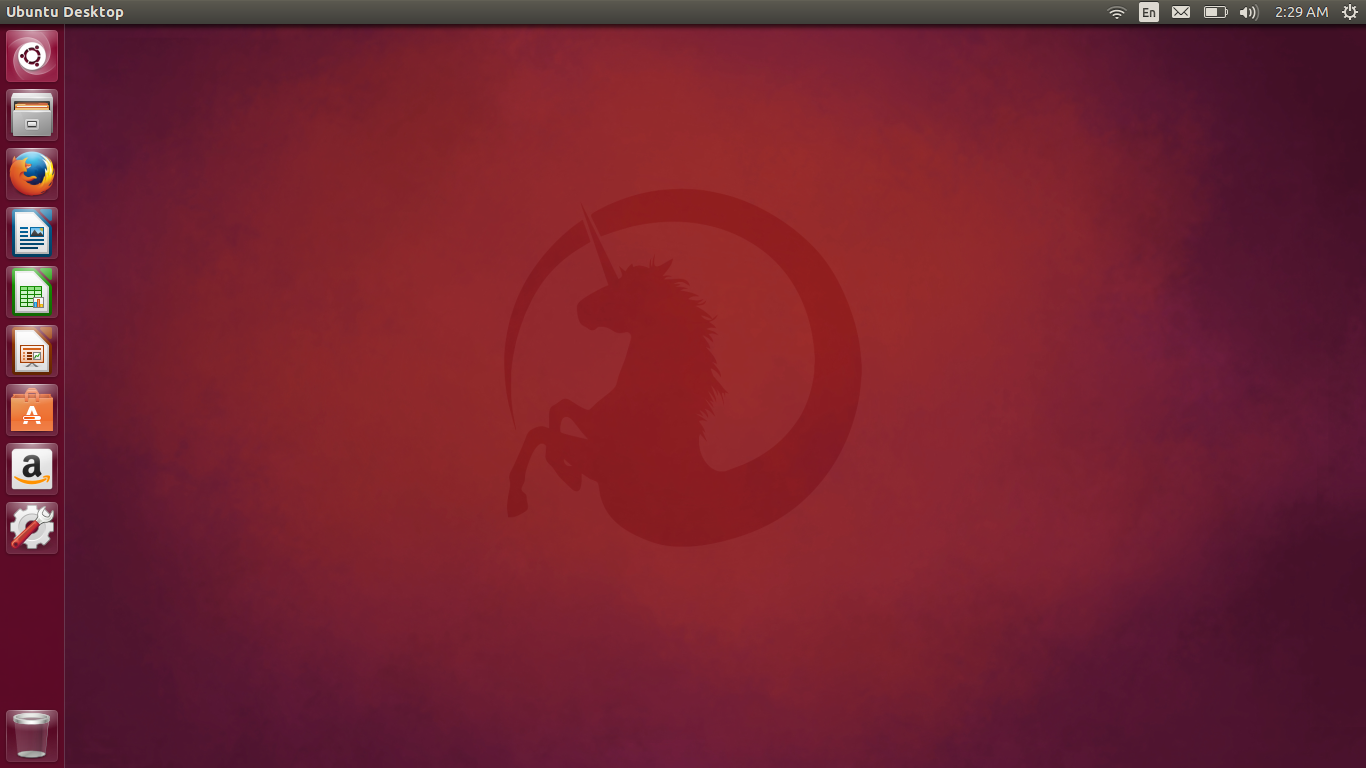
نماگرفتی از اوبونتو ۱۴٫۱۰ «تک‌شاخ آرمان‌شهر» نسخه رومیزی

در ۲۳ آوریل ۲۰۱۴ شاتل‌ورث از انتشار اوبونتو ۱۴٫۱۰ با نام تک‌شاخ آرمانی (به انگلیسی: Utopic Unicorn) خبر داد. این نگارش در ۱۶ اوت ۲۰۱۴ انتشار خواهد یافت.

### اوبونتو ۱۵٫۰۴ (وروتسرزنده)
در ۲۰ اکتبر ۲۰۱۴ شاتل‌ورث خبر داد که نگارش ۱۵٫۰۴ اوبونتو با نام وروت سرزنده (به انگلیسی: Vivid Vervet) منتشر خواهد شد.

### اوبونتو ۱۶٫۰۴ (سنجاب مهمان‌نواز)

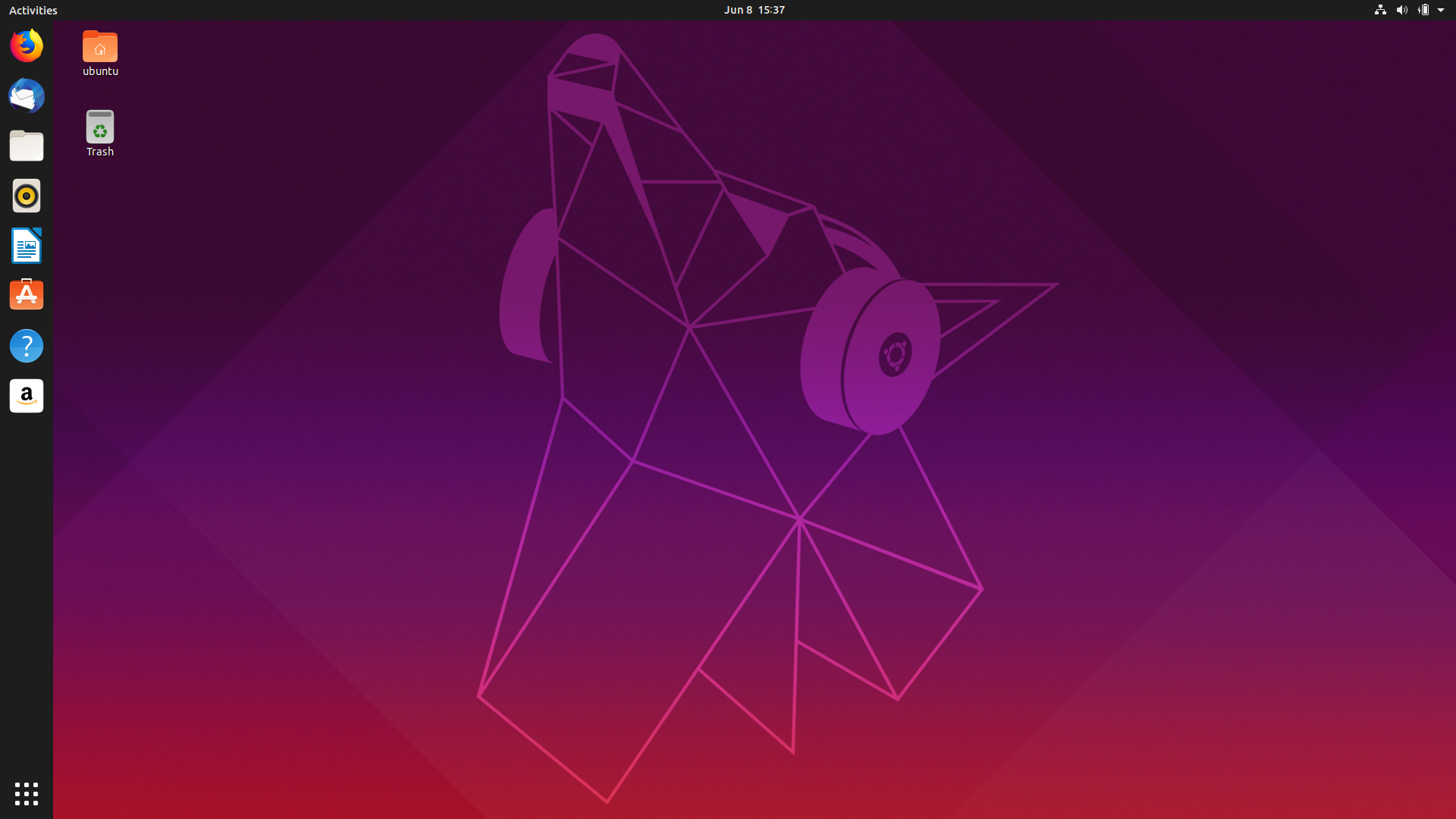
اوبونتو ۱۹/۰۴ «دینگوی دیسکویی»

### اوبونتو ۱۶٫۱۰ (گاو پرچونه)

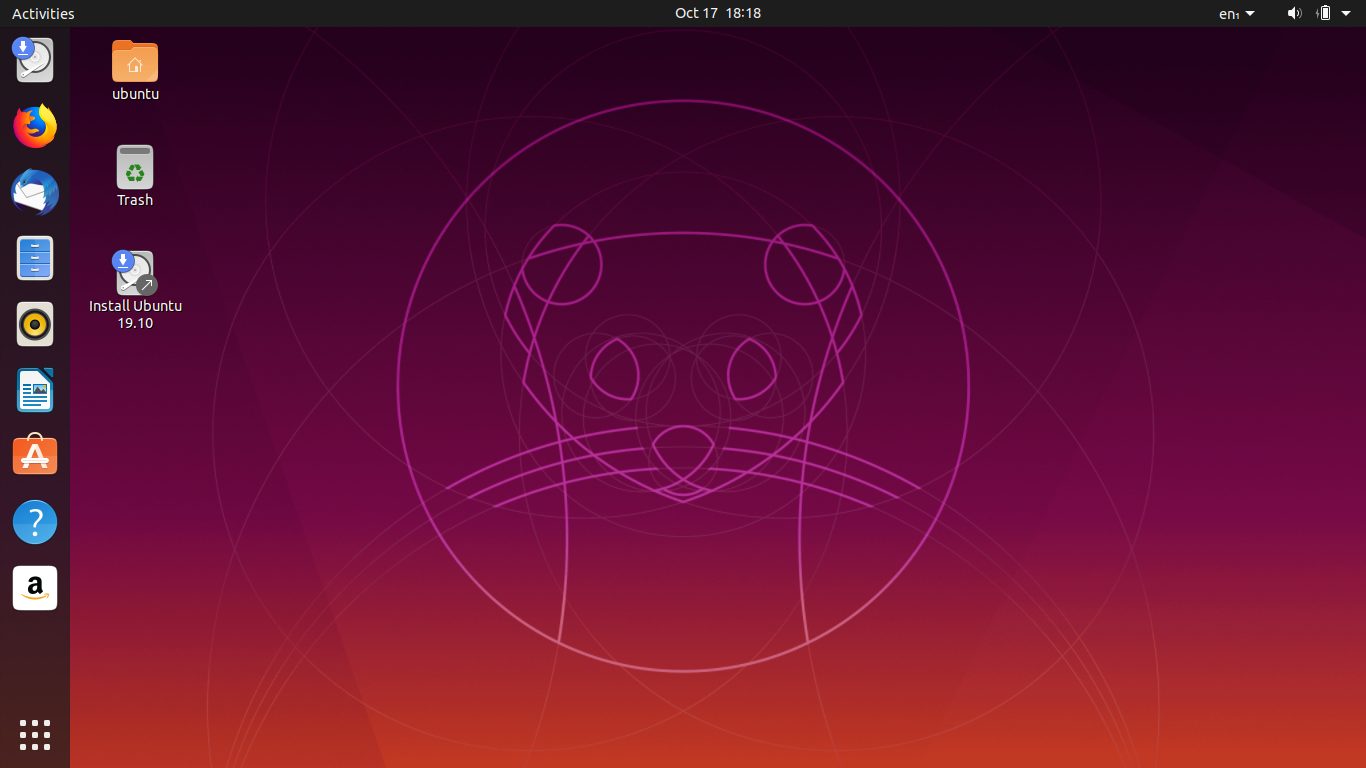
اوبونتو ۱۹/۱۰ «راسوی سپیده‌دم»

### اوبونتو ۱۷٫۱۰ (موریانه‌خوار صنعتگر)

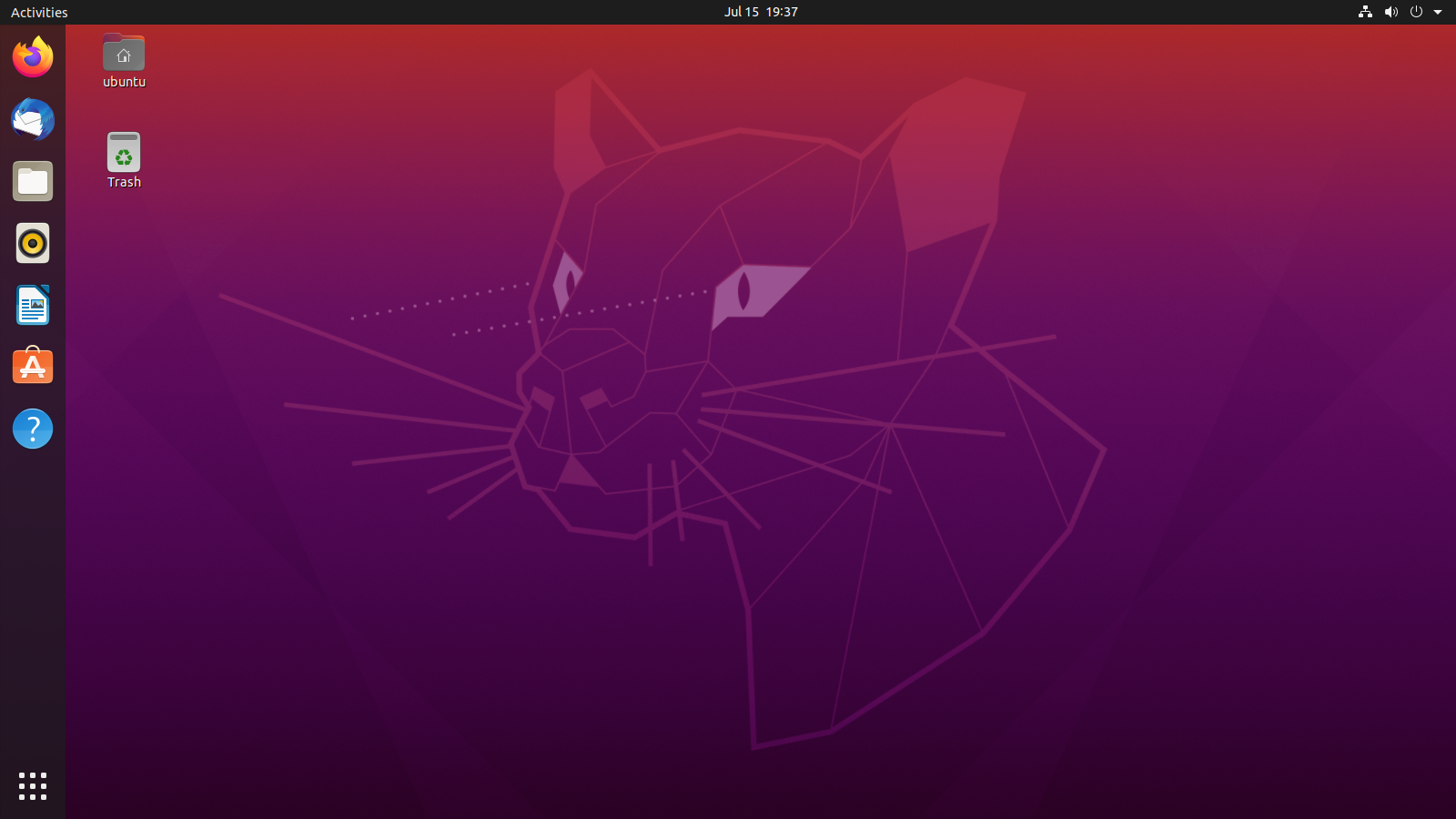
اوبونتو ۲۰/۰۴ «فوسای کانونی»

### اوبونتو ۱۸٫۱۰ (سپیداج کیهانی)

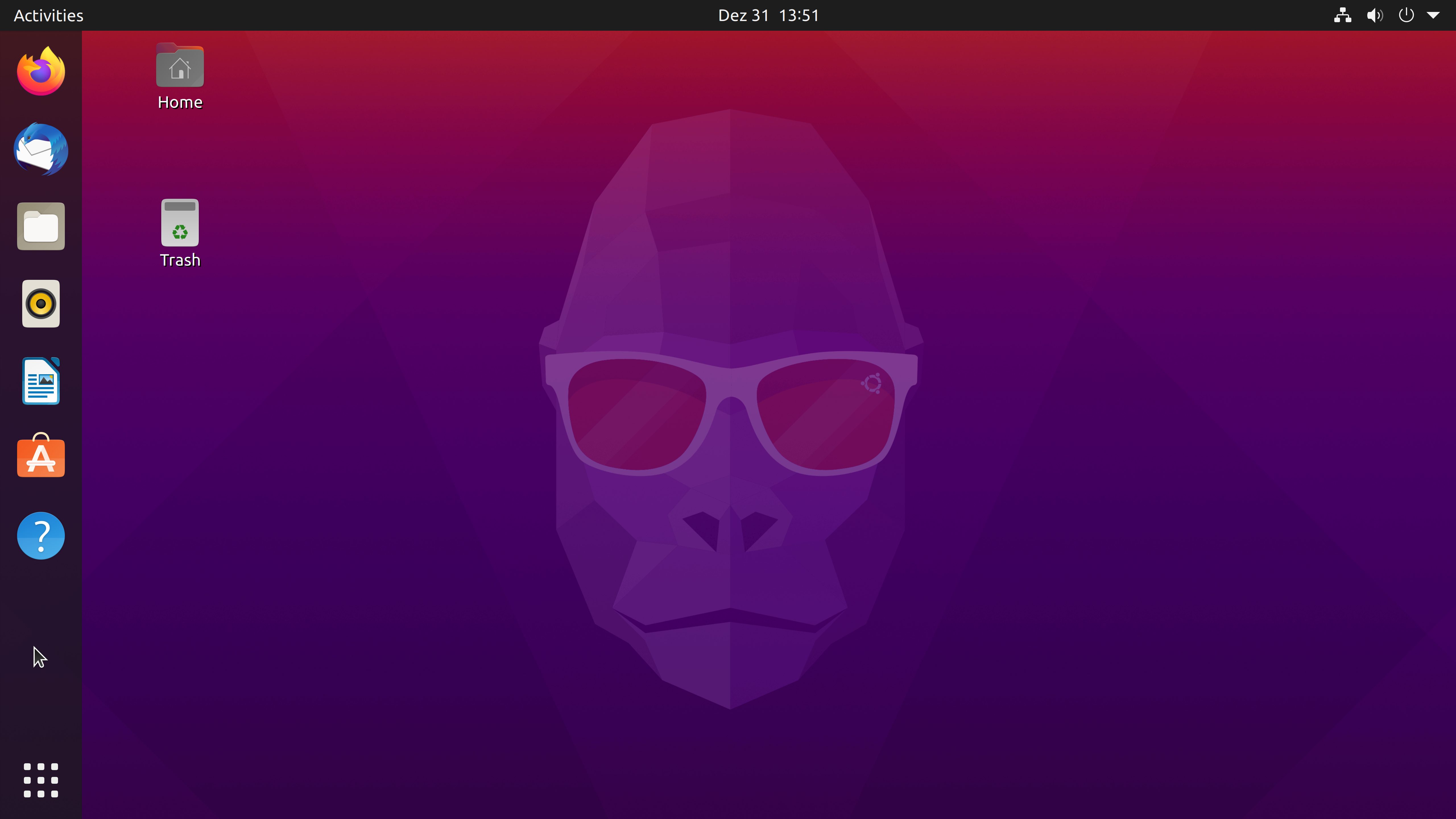
اوبونتو ۲۰/۱۰ «گوریل گوگولی»

### اوبونتو ۱۹٫۱۰ (راسوی سپیده‌دم)

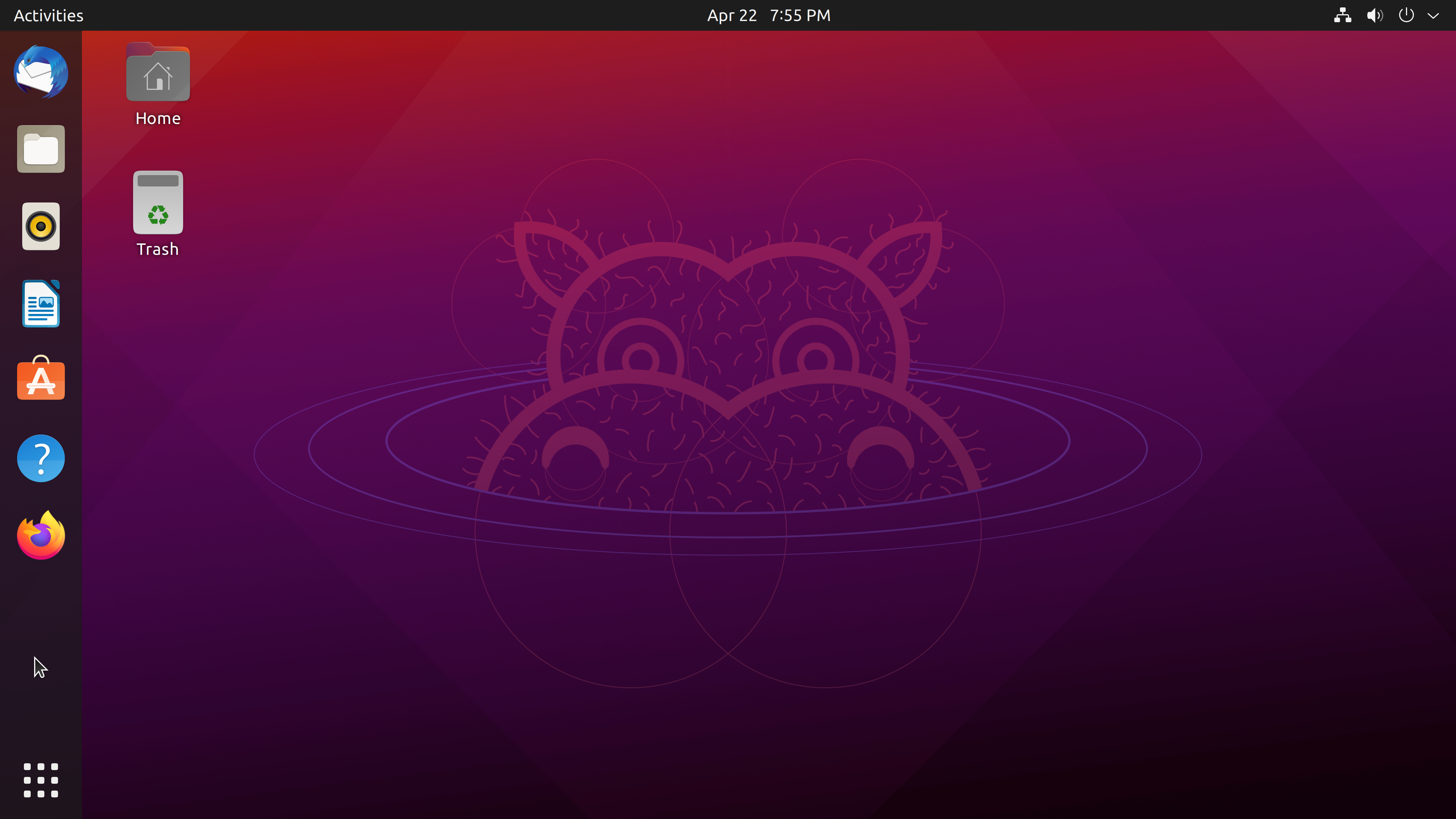
اوبونتو ۲۱/۰۴ «اسب آبی پشمالو»

### اوبونتو  (۲۰٫۰۴ فوسای کانونی)
در تاریخ ۲۳ آوریل ۲۰۲۰ منتشر شد. این نسخه، یک نسخه با پشتیبانی بلندمدت است.

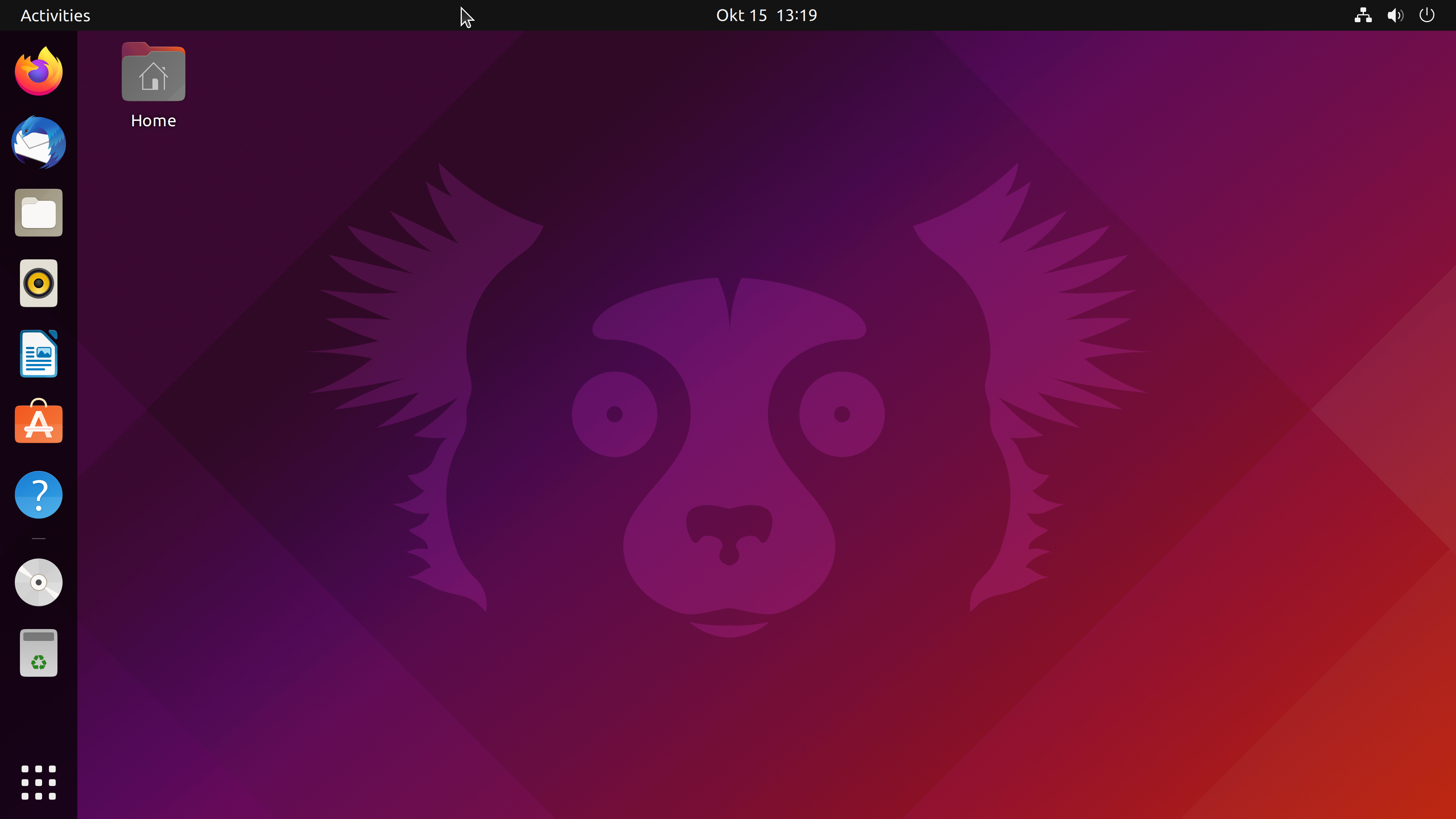
اوبونتو ۲۱/۱۰ «ایندوری شیطون»

### اوبونتو ۲۰٫۱۰ (گوریلگوگولی)
در تاریخ ۲۲ اکتبر ۲۰۲۰ منتشر شد.

### اوبونتو ۲۱٫۰۴ (اسب آبیپشمالو)

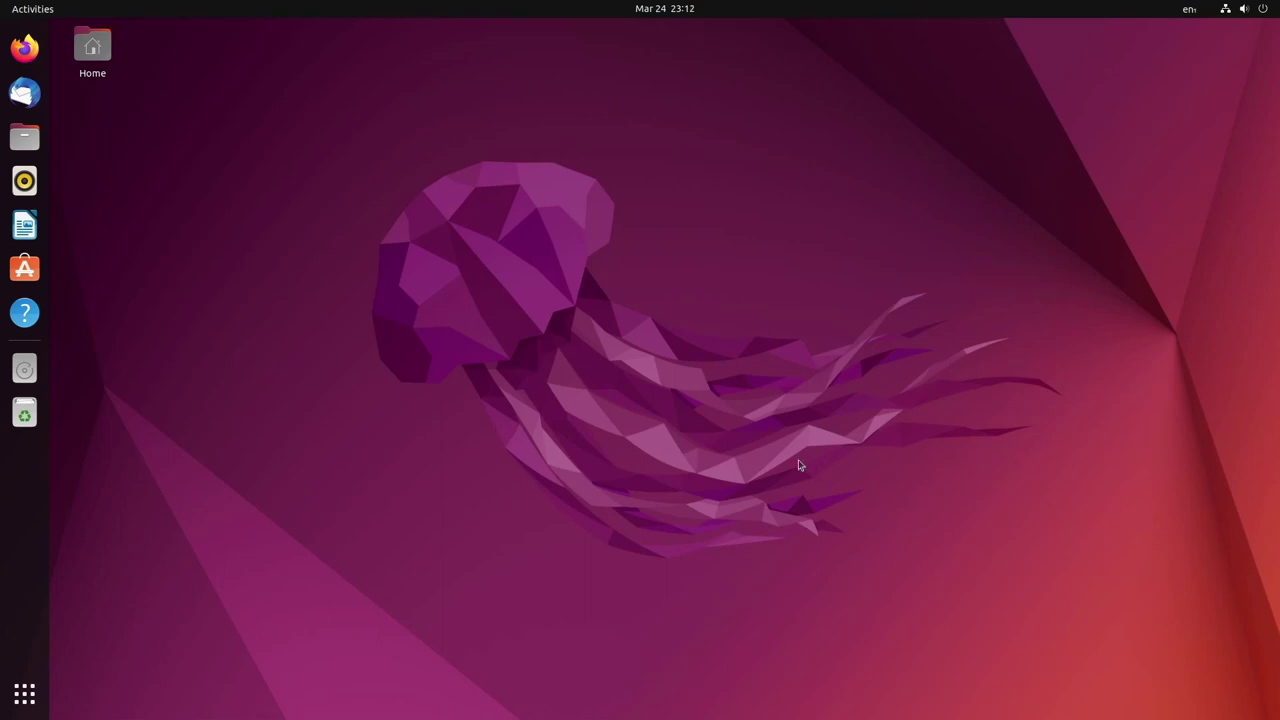
اوبونتو ۲۲/۰۴ «عروس دریایی خرشانس»

در تاریخ ۲۲ آوریل ۲۰۲۱ منتشر شد.

### اوبونتو ۲۱٫۱۰ (ایندریشیطون)

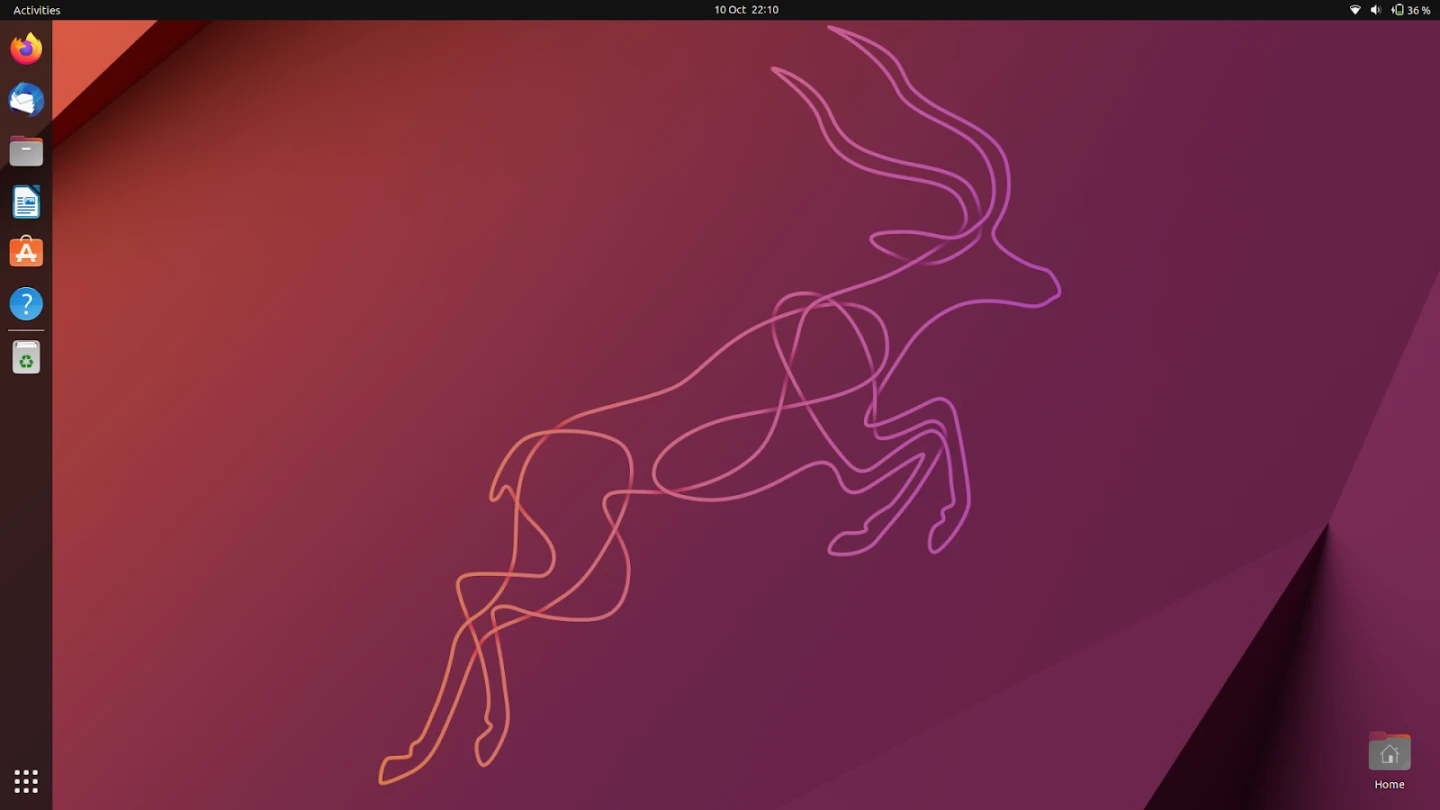
اوبونتو ۲۲/۱۰ «کودوی جنبشی»

در تاریخ ۲۲ مهر ۱۴۰۰ منتشر شد.

### اوبونتو ۲۲٫۰۴ (عروس دریاییخرشانس)
در تاریخ ۱ اردیبهشت ۱۴۰۱ منتشر شد.

### اوبونتو ۲۲/۱۰ (کودویجنبشی)
در تاریخ ۲۸ مهر ۱۴۰۱ منتشر شد.
این نسخه از هسته لینوکس ۵٫۱۹ استفاده می کند که کارایی مصرف برق را در رایانه‌های مبتنی بر پردانزده اینتل بهبود می بخشد و از فشرده سازی چند رشته ای پشتیبانی می کند. همچنین محیط دسکتاپ گنوم را به نسخه ۴۳، که از قالب GTK نسخه ۴ پشتیبانی می‌کند،  ارتقا داده است.
اوبونتو ۲۲/۱۰ از میکرو پایتون در کنترلرهایی مانند «رزبری پای پیکو مدل W» به خوبی پردازنده RISC-V را پشتیبانی خواهد کرد. همچنین ابزارهای مورد استفاده در پایتون مثل thonny، rshell و mpremote به مخازن ابونتو اضافه خواهد شد.
در یک بررسی در سایت OMG Ubuntu، نویسنده «جویی اسنودن» اظهار داشت: «در هر صورت، «کودوی جنبشی» به اندازه اسم رمز خود پرانرژی نیست به عنوان نسخه‌های موقت، این یک مسئله قابل قبول جالب و در عین حال تا حد زیادی تکراری است. فرمولیک؟ این چیز بدی نیست. انتشاراتی مانند این پایه‌های مطمئنی هستند که تغییرات بلندپروازانه‌تر می‌توانند بعداً بر آن تکیه کنند.»

### اوبونتو ۲۳/۰۴ (خرچنگقمری)
در تاریخ ۳۱ فروردین ۱۴۰۲ منتشر خواهد شد.

## جدول نگارش‌ها

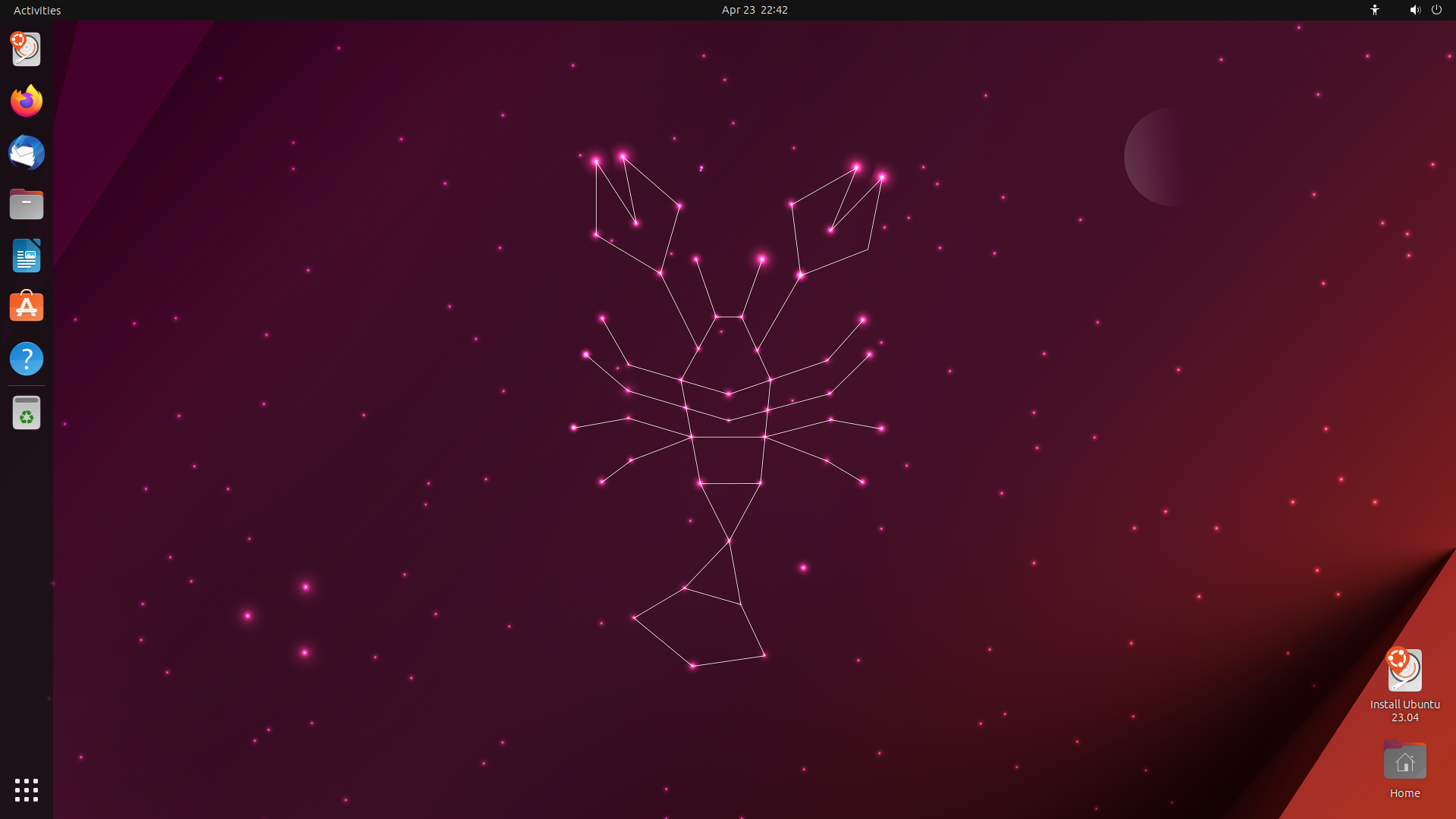
اوبونتو ۲۳/۰۴ «خرچنگ قمری»

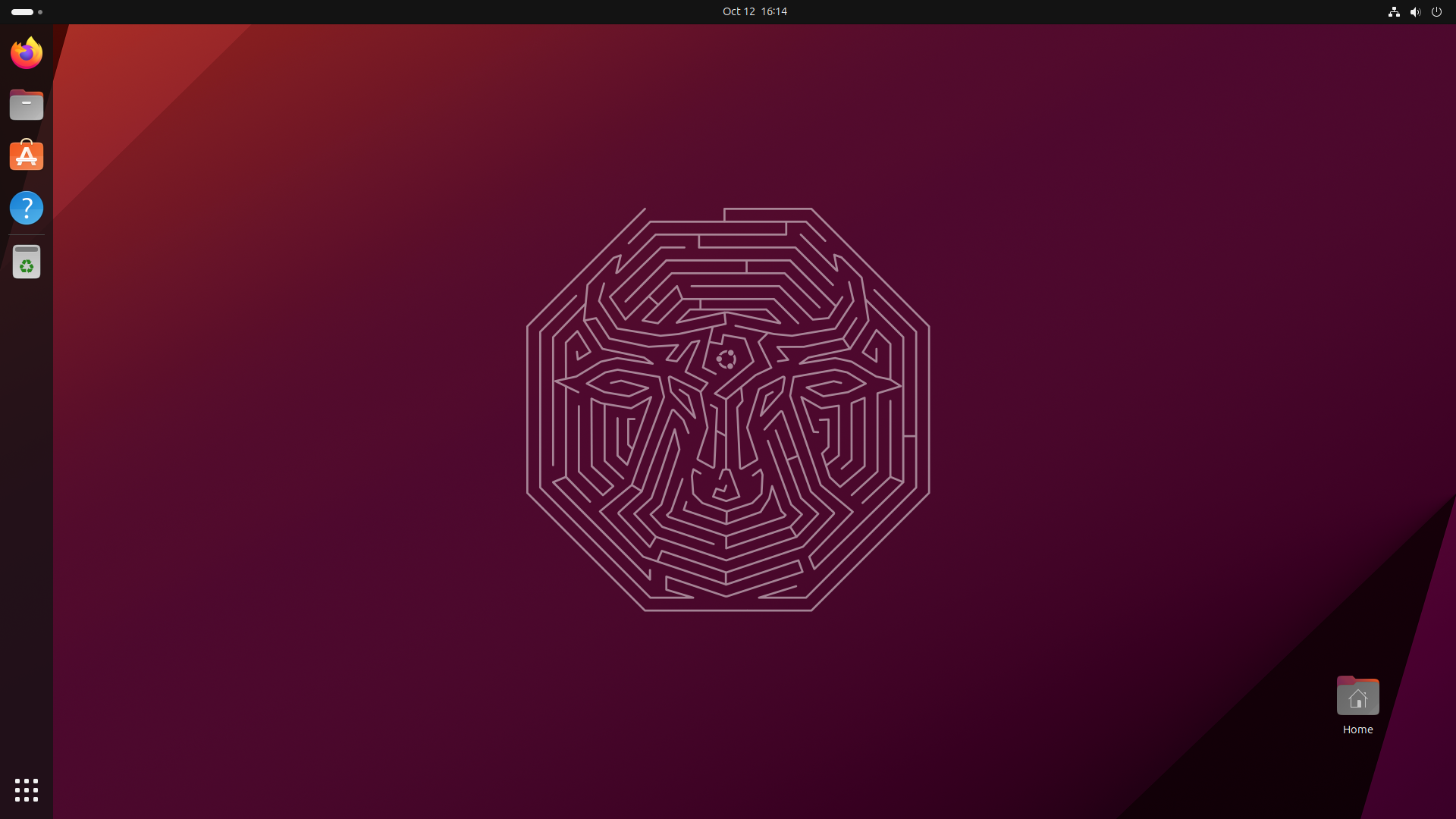
اوبونتو ۲۳/۱۰ «مینوتور غیب‌گو»

| ۴.۱۰                                                                                               | خوک زگیل‌دار        | ۲۰۰۴/۱۰/۲۰ | ۲۰۰۶/۴/۳۰  | ۲۰۰۶/۴/۳۰  | —         | ۲.۶.۸                  |
| ۵.۰۴                                                                                               | جوجه‌تیغی سفید      | ۲۰۰۵/۴/۸   | ۲۰۰۶/۱۰/۳۱ | ۲۰۰۶/۱۰/۳۱ | —         | ۲.۶.۱۰                 |
| ۵.۱۰                                                                                               | گورکن شادی‌بخش      | ۲۰۰۵/۱۰/۱۳ | ۲۰۰۷/۴/۱۳  | ۲۰۰۷/۴/۱۳  | —         | ۲.۶.۱۲                 |
| ۶.۰۶ ال‌تی‌اس                                                                                        | اردک زرنگ          | ۲۰۰۶/۶/۱   | ۲۰۰۹/۷/۱۴  | ۲۰۱۱/۶/۱   | —         | ۲.۶.۱۵                 |
| ۶.۱۰                                                                                               | سوسمار آبی تندخو   | ۲۰۰۶/۱۰/۲۶ | ۲۰۰۸/۴/۲۵  | ۲۰۰۸/۴/۲۵  | —         | ۲.۶.۱۷                 |
| ۷.۰۴                                                                                               | آهوی چابک          | ۲۰۰۷/۱۴/۱۹ | ۲۰۰۸/۱۰/۱۹ | ۲۰۰۸/۱۰/۱۹ | —         | ۲.۶.۲۰                 |
| ۷.۱۰                                                                                               | درازدست دلیر       | ۲۰۰۷/۱۰/۱۸ | ۲۰۰۹/۴/۱۸  | ۲۰۰۹/۴/۱۸  | —         | ۲.۶.۲۲                 |
| ۸.۰۴ ال‌تی‌اس                                                                                        | حواصیل گستاخ       | ۲۰۰۸/۴/۲۴  | ۲۰۱۱/۵/۱۲  | ۲۰۱۳/۵/۹   | —         | ۲.۶.۲۴                 |
| ۸.۱۰                                                                                               | بز بی‌باک           | ۲۰۰۸/۱۰/۳۰ | ۲۰۱۰/۴/۳۰  | ۲۰۱۰/۴/۳۰  | —         | ۲.۶.۲۷                 |
| ۹.۰۴                                                                                               | خرگوش خودخواه      | ۲۰۰۹/۴/۲۳  | ۲۰۱۰/۱۰/۲۳ | ۲۰۱۰/۱۰/۲۳ | —         | ۲.۶.۲۸                 |
| ۹.۱۰                                                                                               | کوآلای کارمیک      | ۲۰۰۹/۱۰/۲۹ | ۲۰۱۱/۴/۳۰  | ۲۰۱۱/۴/۳۰  | —         | ۲.۶.۳۱                 |
| ۱۰.۰۴ ال‌تی‌اس                                                                                       | سیاه‌گوش درخشان     | ۲۰۱۰/۴/۲۹  | ۲۰۱۳/۵/۹   | ۲۰۱۵/۴/۳۰  | —         | ۲.۶.۳۲                 |
| ۱۰.۱۰                                                                                              | دم‌عصایی خودسر      | ۲۰۱۰/۱۰/۱۰ | ۲۰۱۲/۴/۱۰  | ۲۰۱۲/۴/۱۰  | —         | ۲.۶.۳۵                 |
| ۱۱.۰۴                                                                                              | ناروال چالاک       | ۲۰۱۱/۴/۲۸  | ۲۰۱۲/۱۰/۲۸ | ۲۰۱۲/۱۰/۲۸ | —         | ۲.۶.۳۸                 |
| ۱۱.۱۰                                                                                              | پلنگچه رویایی      | ۲۰۱۱/۱۰/۱۳ | ۲۰۱۳/۵/۹   | ۲۰۱۳/۵/۹   | —         | ۳.۰                    |
| ۱۲.۰۴ ال‌تی‌اس                                                                                       | پانگولین ریزبین    | ۲۰۱۲/۴/۲۶  | ۲۰۱۷/۴/۲۸  | ۲۰۱۷/۴/۲۸  | ۲۰۱۹/۴/۲۶ | ۳.۲                    |
| ۱۲.۱۰                                                                                              | کتسل آهنجیده       | ۲۰۱۲/۱۰/۱۸ | ۲۰۱۴/۵/۱۶  | ۲۰۱۴/۵/۱۶  | —         | ۳.۵                    |
| ۱۳.۰۴                                                                                              | دم‌حلقه‌ای شیفته     | ۲۰۱۳/۴/۲۵  | ۲۰۱۴/۱/۲۷  | ۲۰۱۴/۱/۲۷  | —         | ۳.۸                    |
| ۱۳.۱۰                                                                                              | مارمولک خوشمزه     | ۲۰۱۳/۱۰/۱۷ | ۲۰۱۴/۷/۱۷  | ۲۰۱۴/۷/۱۷  | —         | ۳.۱۱                   |
| ۱۴.۰۴ ال‌تی‌اس                                                                                       | بز کوهی معتمد      | ۲۰۱۴/۴/۱۷  | ۲۰۱۹/۴/۲۵  | ۲۰۱۹/۴/۲۵  | ۲۰۲۴/۴/۲۵ | ۳.۱۳                   |
| ۱۴.۱۰                                                                                              | تک‌شاخ آرمانی       | ۲۰۱۴/۱۰/۲۳ | ۲۰۱۵/۷/۲۳  | ۲۰۱۵/۷/۲۳  | —         | ۳.۱۶                   |
| ۱۵.۰۴                                                                                              | وروت سرزنده        | ۲۰۱۵/۴/۲۳  | ۲۰۱۶/۲/۴   | ۲۰۱۶/۲/۴   | —         | ۳.۱۹                   |
| ۱۵.۱۰                                                                                              | گرگینه زیرک        | ۲۰۱۵/۱۰/۲۲ | ۲۰۱۶/۷/۲۸  | ۲۰۱۶/۷/۲۸  | —         | ۴.۲                    |
| ۱۶.۰۴ ال‌تی‌اس                                                                                       | سنجاب مهمان‌نواز    | ۲۰۱۶/۴/۲۱  | ۲۰۲۱/۴/۳۰  | ۲۰۲۱/۴/۳۰  | ۲۰۲۶/۴۲۳  | ۴.۴                    |
| ۱۶.۱۰                                                                                              | گاو پرچونه         | ۲۰۱۶/۱۰/۱۳ | ۲۰۱۷/۷/۲۰  | ۲۰۱۷/۷/۲۰  | —         | ۴.۸                    |
| ۱۷.۰۴                                                                                              | موش بامزه          | ۲۰۱۷/۴/۱۳  | ۲۰۱۸/۱/۱۳  | ۲۰۱۸/۱/۱۳  | —         | ۴.۱۰                   |
| ۱۷.۱۰                                                                                              | موریانه‌خوار صنعتگر | ۲۰۱۷/۱۰/۱۹ | ۲۰۱۸/۷/۱۹  | ۲۰۱۸/۷/۱۹  | —         | ۴.۱۳                   |
| ۱۸.۰۴ ال‌تی‌اس                                                                                       | سگ آبی بیونیک      | ۲۰۱۸/۴/۲۶  | ۲۰۲۳/۴/۲۶  | ۲۰۲۳/۴/۲۶  | ۲۰۲۸/۴/۲۶ | ۴.۱۵                   |
| ۱۸.۱۰                                                                                              | سپیداج کیهانی      | ۲۰۱۸/۱۰/۱۸ | ۲۰۱۹/۷/۱۸  | ۲۰۱۹/۷/۱۸  | —         | ۴.۱۸                   |
| ۱۹.۰۴                                                                                              | دینگوی دیسکویی     | ۲۰۱۹/۴/۱۸  | ۲۰۲۰/۱/۲۳  | ۲۰۲۰/۱/۲۳  | —         | ۵.۰                    |
| ۱۹.۱۰                                                                                              | راسوی سپیده‌دم      | ۲۰۱۹/۱۰/۱۷ | ۲۰۲۰/۷/۱۷  | ۲۰۲۰/۷/۱۷  | —         | ۵.۳                    |
| ۲۰.۰۴ ال‌تی‌اس                                                                                       | فوسای کانونی       | ۲۰۲۰/۴/۲۳  | ۲۰۲۵/۴/۲۳  | ۲۰۲۵/۴/۲۳  | ۲۰۳۰/۴/۲۳ | ۵.۴                    |
| ۲۰.۱۰                                                                                              | گوریل گوگولی       | ۲۰۲۰/۱۰/۲۲ | ۲۰۲۱/۷/۲۲  | ۲۰۲۱/۷/۲۲  | —         | ۵.۸                    |
| ۲۱.۰۴                                                                                              | اسب آبی پشمالو     | ۲۰۲۱/۴/۲۲  | ۲۰۲۲/۱/۲۰  | ۲۰۲۲/۱/۲۰  | —         | ۵.۱۱                   |
| ۲۱.۱۰                                                                                              | ایندری شیطون       | ۲۰۲۱/۱۰/۱۴ | ۲۰۲۲/۷/۱۴  | ۲۰۲۲/۷/۱۴  | —         | ۵.۱۳                   |
| ۲۲.۰۴ ال‌تی‌اس                                                                                       | عروس دریایی خرشانس | ۲۰۲۲/۴/۲۱  | ۲۰۲۷/۴/۲۱  | ۲۰۲۷/۴/۲۱  | ۲۰۳۲/۴/۲۱ | ۵.۱۵                   |
| ۲۲.۱۰                                                                                              | کودوی جنبشی        | ۲۰۲۲/۱۰/۲۰ | ۲۰۲۳/۷     | ۲۰۲۳/۷     | —         | ۵٫۱۹                   |
| ۲۳٫۰۴                                                                                              | خرچنگ قمری         | ۲۰۲۳٫۰۴٫۲۰ | ۲۰۲۴/۰۱/۲  | ۲۰۲۴/۰۱/۲  | —         | متعاقبا اعلام خواهد شد |
| ۲۳٫۱۰                                                                                              | مینوتور غیب‌گو      |            |            |            |           |                        |
| ایجاز:نگارش قدیمینگارش قدیمی‌تر، هنوز پشتیبانی می‌شودنگارش پایدار جاریآخرین نگارش پیش‌نمایشانتشار آتی |                    |            |            |            |           |                        |

## پایان زندگی نگارش
پس از پایان زندگی (به انگلیسی: End of life) هر نگارش، مخازنش از سرور اصلی اوبونتو و به دنبال آن آینه‌ها حذف می‌شوند. مخازن نگارش‌های قدیمی‌تر اوبونتو و انتشارها در وبگاه قدیمی انتشارهای اوبونتو یافت می‌شوند.